# Кацман Володимир Якович
Володимир Якович Кацман (13 червня 1929, Харків — 11 червня 2020, Одеса) — заслужений тренер СРСР і України. Один з найкращих разом з Ремом Корчемним тренер в історії легкої атлетики Одеси.

## Життєпис
Закінчив Одеський державний інститут ім. К. Д. Ушинського 1954 року.
- 1952—1966 — тренер-викладач в Одеській дитячий спортивній школі № 5,
- 1966—1989 — працював в Одеському обласному товаристві «Динамо»,
- 1989 −1990 — інструктор-методист в Одеській школі вищої спортивної майстерності,
- 2000—2020 — інструктор-методист Одеської облСДЮШОР.

Член Одеської міської ради ветеранів спорту.

## Знамениті вихованці тренера
Підготував 40 майстрів спорту і майстрів спорту міжнародного класу, серед них:
- Олімпійський чемпіон з десятиборства Микола Авілов.
- Олімпійський чемпіон у велотандемі Володимир Семенець.

## Нагороди
- Орден «Знак Пошани».
- медаль «Ветеран праці».
- Почесна грамота Президії Верховної ради УРСР.

## Літерарура
- Випускники Південноукраїнського національного педагогічного університету імені К. Д. Ушинського: біографічний словник / В. М. Букач. – Ч. 2. – Одеса: ПНПУ, 2021. – С. 26.http://dspace.pdpu.edu.ua/bitstream/123456789/13365/3/Bukach%20Valery%20Mykhailovych%20%282%29.pdf